# L’Ange de Noël
L’Ange de Noël, auch Détresse et charité (dt. Not und Nächstenliebe; englischer Titel The Christmas Angel, übersetzt Der Weihnachtsengel), ist ein französisches stummes Kurzfilmdrama aus dem Jahr 1905 von und mit Georges Méliès nach einem Essay von Norman McLaren und John Frazer. Neben Méliès ist Rachel Gillet in der Hauptrolle besetzt.

## Handlung
Der Film spielt zur Weihnachtszeit in einer sehr armen französischen Familie. Die Mutter der Familie ist schon länger krank und muss das Bett hüten. Es ist kalt im Zimmer, es fehlt das Holz, um heizen zu können. Zudem steht eine Räumung der Wohnung bevor. Der Vater bittet seine Tochter Marie im nahe gelegenen Paris um Almosen für die Familie zu betteln. Das Mädchen, das nur dünn bekleidet ist, trotzt dem winterlichen Wetter und versucht vor einer Kirche, die gerade von reichen Parisern verlassen wird, einige Franc zu erbetteln. Da die professionell Bettelnden sie jedoch immer wieder ans Ende der Schlange zurückstoßen, geht sie regelmäßig leer aus. Auch die Versuche des Mädchens, in einer Bäckerei etwas zu essen zu bekommen, misslingen. Ermattet und frierend legt sie sich bei Anbruch der Nacht in den Schnee, wo ein alter Lumpensammler sie findet. Er hat Mitleid mit der noch sehr jungen Frau und teilt sein karges Mahl mit ihr. Zudem schenkt er ihr eine Decke, die sie ein wenig vor der bitteren Kälte schützen soll. Nachdem sich das Mädchen wieder auf den Weg gemacht hat, bricht es in dem zunehmend stärker werdenden Schneefall zusammen und wird kurz darauf von einem reichen Ehepaar, das mit dem Auto vorbeikommt, gefunden und mitgenommen. Das Paar sorgt dafür, dass die Familie alles bekommt, was für das Fest und die Zeit danach und ihr Überleben wichtig ist.
In der französischen Filmfassung erfriert das Mädchen, nachdem es zusammengebrochen ist. Ihre Seele wird von einem Weihnachtsengel in den Himmel gebracht.

## Hintergrund, Produktion
Die Filmhistorikerin Elizabeth Ezra bemerkte: „Diese Unterschiede [gemeint ist das unterschiedliche Ende des Films im Hinblick auf die französische Version] deuten darauf hin, dass die Vorliebe des amerikanischen Publikums für ein Happy End bereits ausgeprägt war.“
Georges Méliès spielte drei Rollen in dem Film: den Lumpensammler, einen Bettler auf Krücken und einen Kohlenverkäufer. In dem Film wurden, wie für Méliès Arbeitsweise üblich, bereits zahlreiche Spezialeffekte verwendet. Dazu gehören Pyrotechnik, Kunstschnee und Überlagerungen und Überblendungen. Um die Bäckerei sowohl von außen als auch von innen abzubilden, wurde ein Querschnittset verwendet. In der Szene, in der der Lumpenmann den leblosen Körper des Bettlermädchens entdeckt, projiziert seine Laterne einen simulierten Lichtstrahl mit einer anderen Farbe als sie der Rest der Szenerie aufweist. Die Dreharbeiten fanden im Studio in Montreuil in Frankreich statt. Die Erstaufführung des Films fand 1904 in Frankreich statt.
Die dramatischen Szenen der Armut und der sozialen Ablehnung sowie der Beinahe-Tod des bettelnden Mädchens waren für einen Film von Georges Méliès ungewöhnlich realistisch, da der Regisseur vor allem für seine Fantasyfilme bekannt war. Filmhistoriker stellten die Vermutung an, dass er versucht habe, realistische Elemente in seinen Film einfließen zu lassen, da dies zur Zeit der Entstehung des Films als marktfähiger galt.
Der Film ist im Star Film Catalogue no. 669–677 gelistet. Er wurde in Schwarzweiß veröffentlicht und ist als farbiger Schablonendruck in der Filmoteca de Catalunya, einem spanischen Filmarchiv, erhalten geblieben.

## Kritik
Dave Sindelar von Fantastic Movie Musings war der Meinung, dass Dramen nicht gerade Méliès’ Stärke seien. Der Film habe eine ganze Reihe von Mängeln, wie beispielsweise übertheatralisches Schauspiel der Figuren und den Versuch, etwas zu eindringlich die Mitleidsknöpfe zu drücken. Dennoch sei dies vielleicht einer von Méliès erfolgreicheren Ausflügen ins Drama. Die Geschichte sei effizient erzählt und leicht zu verstehen (auch ohne die englischsprachige Erzählung), die einzelnen Szenen seien wunderbar und auch die richtige Stimmung bleibe erhalten.